# Constantin Oboroc
Constantin Oboroc (n. 2 noiembrie 1950, Cozești, pe atunci raionul Telenești, RSS Moldovenească) este un om politic din Republica Moldova, fost deputat în ultimul Parlament al URSS (1989-1991), prim-vice-prim-ministru în Guvernele Druc și Muravschi (1990-1992), consilier al primului Președinte al Republicii Moldova, Mircea Snegur (1992-1996).
A studiat ingineria.
Este cunoscut pentru discursurile sale din plenul Sovietului Suprem al URSS, precum și cele din Piața Marii Adunări Naționale din Chișinău, în favoarea independenței Republicii Moldova, a revenirii la grafia latină și la identitatea românească. A scos monumentul lui Vladimir Ilici Lenin din Piața Marii Adunări Naționale și a promovat unitatea Republicii Moldova în timpul conflictului de pe Nistru, obținând eliberarea unor tineri, deținuți de război, din închisorile separatiștilor de la Dubăsari și Tiraspol.
În 1996, în urma unor dispute cu președintele Mircea Snegur, s-a retras din politică. S-a stabilit în satul Vărzărești, raionul Nisporeni.
La 27 august 2010, pentru contribuția la Mișcarea de Eliberare Națională, i-a fost înmânat Ordinul Republicii, cea mai înaltă distincție onorifică a Republicii Moldova.
În septembrie 2020, și-a anunțat intenția de a candida independent la alegerile prezidențiale din 2020 și a început să strângă semnături în acest sens. La sfârșitul lunii, a anunțat că nu a putut să strângă numărul necesar de semnături și s-a retras din cursă.

## Viață personală
Este văduv. În 2017 a decedat soția sa, Valentina Oboroc, răpusă de boală. Are doi copii, unul stabilit în Canada și al doilea în România.